# Hrvatska nogometna liga (2025/2026)
Ten artykuł dotyczy trwającego lub niedawnego wydarzenia sportowego. Informacje w nim zamieszczone mogą się zmienić lub zdezaktualizować wraz z postępem zdarzenia. Początkowe doniesienia, wyniki lub statystyki mogą być niepewne. Ostatnie aktualizacje do tego artykułu mogą nie odzwierciedlać najbardziej aktualnych informacji.
Hrvatska nogometna liga 2025/2026 (oficjalnie znana jako SuperSport Hrvatska nogometna liga ze względów sponsorskich) – 35. edycja najwyższej klasy rozgrywkowej piłki nożnej w Chorwacji.
Bierze w niej udział 10 drużyn, które w okresie od 1 sierpnia 2025 do 23 maja 2026 rozegrają 36 kolejek. Obrońcą tytułu jest drużyna HNK Rijeka.

## Format
W lidze występuje 10 zespołów grających ze sobą dwie rundy w systemie „każdy z każdym” (w sumie 4 mecze z daną drużyną: 2 u siebie i 2 na wyjeździe). Rozegranych zostanie 180 spotkań, a do Prvej nogometnej ligi spadnie jedna drużyna, która zajmie ostatnie miejsce w tabeli.

## Drużyny
| Uczestnicy poprzedniej edycji                                                                                 | Uczestnicy poprzedniej edycji | Uczestnicy poprzedniej edycji | Uczestnicy poprzedniej edycji |
| --- | ----------------------------- | ----------------------------- | ----------------------------- |
| RIJ | HNK Rijeka                    | 1                             |                               |
| DIN | Dinamo Zagrzeb                | 2                             |                               |
| HAJ | Hajduk Split                  | 3                             |                               |
| VAR | NK Varaždin                   | 4                             |                               |
| SLA | Slaven Belupo                 | 5                             |                               |
| IST | Istra 1961                    | 6                             |                               |
| OSI | NK Osijek                     | 7                             |                               |
| LOK | Lokomotiva Zagrzeb            | 8                             |                               |
| NKG | HNK Gorica                    | 9                             |                               |
| Awans z Prva nogometna liga                                                                                   |                               |                               |                               |
| VUK | Vukovar 1991                  | 1                             |                               |
| Oznaczenia: - kolumna pierwsza – skróty nazw drużyn, - kolumna trzecia – miejsce zajęte w poprzednim sezonie. |                               |                               |                               |

## Tabela
| Lp. | Drużyna            | M | Z | R | P | B+ | B– | +/– | Pkt | Kwalifikacja lub spadek                         |
| --- | ------------------ | - | - | - | - | -- | -- | --- | --- | ----------------------------------------------- |
| 1   | Dinamo Zagrzeb     | 3 | 3 | 0 | 0 | 7  | 0  | +7  | 9   | Liga Mistrzów UEFA • II runda kwalifikacyjna    |
| 2   | Hajduk Split       | 3 | 3 | 0 | 0 | 7  | 1  | +6  | 9   | Liga Konferencji UEFA • II runda kwalifikacyjna |
| 3   | HNK Gorica         | 3 | 1 | 1 | 1 | 4  | 4  | 0   | 4   | Liga Konferencji UEFA • II runda kwalifikacyjna |
| 4   | HNK Rijeka         | 3 | 1 | 1 | 1 | 2  | 2  | 0   | 4   |                                                 |
| 5   | Lokomotiva Zagrzeb | 3 | 1 | 1 | 1 | 4  | 5  | −1  | 4   |                                                 |
| 6   | Slaven Belupo      | 3 | 1 | 0 | 2 | 3  | 6  | −3  | 3   |                                                 |
| 7   | Istra 1961         | 3 | 0 | 2 | 1 | 4  | 5  | −1  | 2   |                                                 |
| 8   | NK Varaždin        | 3 | 0 | 2 | 1 | 2  | 4  | −2  | 2   |                                                 |
| 9   | NK Osijek          | 3 | 0 | 2 | 1 | 0  | 2  | −2  | 2   |                                                 |
| 10  | Vukovar 1991       | 3 | 0 | 1 | 2 | 1  | 5  | −4  | 1   | Spadek do Prva nogometna liga                   |

## Wyniki
| Gospodarz \ Gość   | DIN | GOR | HAJ | IST | LOK | OSI | RIJ | SLA | VAR | VUK | DIN | GOR | HAJ | IST | LOK | OSI | RIJ | SLA | VAR | VUK |
| ------------------ | --- | --- | --- | --- | --- | --- | --- | --- | --- | --- | --- | --- | --- | --- | --- | --- | --- | --- | --- | --- |
| Dinamo Zagrzeb     |     |     |     |     |     |     |     |     |     | 3–0 |     |     |     |     |     |     |     |     |     |     |
| HNK Gorica         |     |     |     |     |     |     |     |     |     |     |     |     |     |     |     |     |     |     |     |     |
| Hajduk Split       |     | 2–0 |     | 2–1 |     |     |     | 3–0 |     |     |     |     |     |     |     |     |     |     |     |     |
| Istra 1961         |     |     |     |     | 2–2 |     |     |     |     |     |     |     |     |     |     |     |     |     |     |     |
| Lokomotiva Zagrzeb |     | 1–3 |     |     |     |     |     |     |     | 1–0 |     |     |     |     |     |     |     |     |     |     |
| NK Osijek          | 0–2 |     |     |     |     |     | 0–0 |     |     |     |     |     |     |     |     |     |     |     |     |     |
| HNK Rijeka         | 0–2 |     |     |     |     |     |     | 2–0 |     |     |     |     |     |     |     |     |     |     |     |     |
| Slaven Belupo      |     |     |     |     |     |     |     |     | 3–1 |     |     |     |     |     |     |     |     |     |     |     |
| NK Varaždin        |     | 1–1 |     |     |     | 0–0 |     |     |     |     |     |     |     |     |     |     |     |     |     |     |
| Vukovar 1991       |     |     |     | 1–1 |     |     |     |     |     |     |     |     |     |     |     |     |     |     |     |     |

## Najlepsi strzelcy
| Bramki | Zawodnik         | Drużyna        |
| ------ | ---------------- | -------------- |
| 3      | Dion Drena Beljo | Dinamo Zagrzeb |
| 2      | Sandro Kulenović | Dinamo Zagrzeb |
| 2      | Yassine Benrahou | Hajduk Split   |
| 2      | Abdoulie Sanyang | Hajduk Split   |

Stan na 2025-08-17. Źródło:

## Stadiony
| Dinamo Zagrzeb |
| -------------- |
| Maksimir       |
| 24 851         |
|                |

| Gorica                        |
| ----------------------------- |
| Gradski stadion Velika Gorica |
| 4536                          |
|                               |

| Hajduk Split |
| ------------ |
| Poljud       |
| 33 987       |
|              |

| Istra 1961   |
| ------------ |
| Aldo Drosina |
| 9921         |
|              |

| Lokomotiva Zagrzeb |
| ------------------ |
| Stadion Maksimir   |
| 24 851             |
|                    |

| Osijek     |
| ---------- |
| Opus Arena |
| 13 005     |
|            |

| Rijeka           |
| ---------------- |
| Stadion Rujevica |
| 8191             |
|                  |

| Slaven Belupo   |
| --------------- |
| Gradski stadion |
| 3054            |
|                 |

| Varaždin        |
| --------------- |
| Stadion Varteks |
| 8818            |
|                 |

| Vukovar 1991 |
| ------------ |
| Cibalia      |
| 10 000       |
|              |